# Grabación analógica de sonido
La grabación analógica de sonido es la técnica por la cual se captura el sonido y se almacena en señales analógicas. En contraposición la grabación digital de sonido usa señales digitales.
Los sistemas analógicos de grabación son tres:
1. Grabación mecánica analógica o Grabación electromecánica analógica.
2. Grabación magnética analógica o Grabación electromagnética analógica.
3. Grabación óptica analógica o Grabación fotográfica del sonido.

Hoy en día la grabación analógica todavía puede preferirse en ocasiones por sus matices sonoros. Sin embargo, presenta varios inconvenientes con respecto a la grabación digital:
- No admite la multigeneración. Cada que se genera una copia de la grabación original, se producen pérdidas. Por lo tanto, la señal resultante cada vez, tiene más ruido y se parece menos a la original.
- Se degrada con facilidad. Las cintas se desmagnetizan si se les acerca un imán, los discos de vinilo se rayan y los surcos sufren alteraciones con el paso constante de la aguja, etc.
- Resulta más complejo y limitado el montaje y la edición de las grabaciones.

## Historia temprana

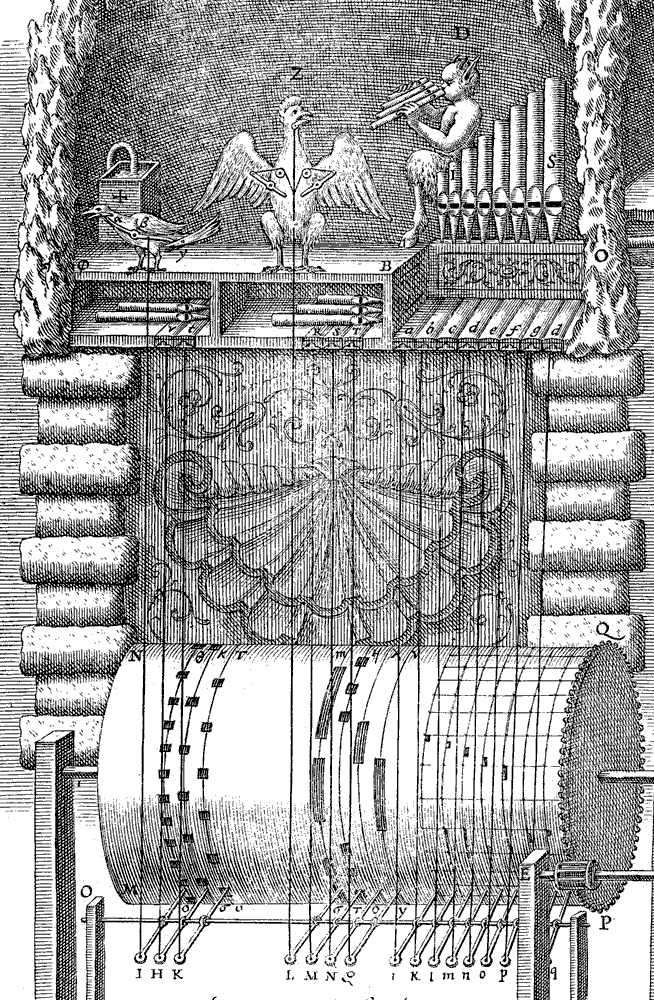
Órgano mecánico, 1650.

Mucho antes de que se grabara por primera vez el sonido, la música se grababa, primero mediante notación musical escrita, luego también mediante dispositivos mecánicos (por ejemplo, cajas de música a cuerda, en las que un mecanismo hace girar un huso, que pulsa las púas metálicas, reproduciendo así una melodía). La reproducción automática de música se remonta al siglo IX, cuando los hermanos Banū Mūsā inventaron el primer instrumento musical mecánico conocido, en este caso, un órgano hidroalimentado (impulsado por agua).que jugaba cilindros intercambiables. Según Charles B. Fowler, este "... cilindro con clavijas elevadas en la superficie siguió siendo el dispositivo básico para producir y reproducir música mecánicamente hasta la segunda mitad del siglo XIX". Los hermanos Banū Mūsā también inventaron un flautista automático , que parece haber sido la primera máquina programable.
Las tallas en la Capilla Rosslyn de la década de 1560 pueden representar un intento temprano de registrar los patrones de Chladni producidos por el sonido en representaciones de piedra, aunque esta teoría no ha sido probada de manera concluyente.
En el siglo XIV, se introdujo en Flandes un timbre mecánico controlado por un cilindro giratorio. Diseños similares aparecieron en órganos de barril (siglo XV), relojes musicales (1598), pianos de barril (1805) y cajas de música (ca. 1800). Una caja de música es un instrumento musical automático que produce sonidos mediante el uso de un juego de alfileres colocados en un cilindro o disco giratorio para arrancar los dientes afinados (o laminillas ) de un peine de acero.
El órgano del recinto ferial , desarrollado en 1892, utilizaba un sistema de libros de cartón perforados plegados en acordeón. El piano , que se demostró por primera vez en 1876, utilizaba un rollo de papel perforado que podía almacenar una pieza musical larga. Los rollos de piano más sofisticados se "tocaban a mano", lo que significa que eran duplicados de un rollo maestro que se había creado en un piano especial, que perforaba el maestro mientras un intérprete en vivo tocaba la canción. Por lo tanto, el rollo representaba una grabación de la interpretación real de un individuo, no solo el método más común de perforar el rollo maestro a través de la transcripción de la partitura. Esta tecnología para grabar una interpretación en vivo en un piano roll no se desarrolló hasta 1904. Los rollos de piano estuvieron en continua producción en masa desde 1896 hasta 2008. Un caso de derechos de autor de la Corte Suprema de Estados Unidos en 1908 señaló que, solo en 1902, se fabricaron entre 70.000 y 75.000 pianos, y se produjeron entre 1.000.000 y 1.500.000 rollos de piano.

## Fonógrafo

### Fonógrafo con cilindro
El 30 de abril de 1877, el poeta, escritor humorístico e inventor francés Charles Cros envió un sobre sellado que contenía una carta a la Academia de Ciencias de París en la que explicaba detalladamente su método propuesto, llamado paleófono. Aunque nunca se encontró rastro de un paleófono en funcionamiento, los historiadores recuerdan a Cros como el primer inventor de una máquina de grabación y reproducción de sonido.
El primer dispositivo práctico de grabación y reproducción de sonido fue el fonógrafo de cilindro  mecánico, inventado por Thomas Edison en 1877 y patentado en 1878. La invención pronto se extendió por todo el mundo y durante las siguientes dos décadas la grabación comercial, distribución, y la venta de grabaciones de sonido se convirtió en una nueva industria internacional en crecimiento, con los títulos más populares vendiendo millones de unidades a principios del siglo XX. El desarrollo de técnicas de producción en masa permitió que las grabaciones de cilindros se convirtieran en un nuevo artículo de consumo importante en los países industriales y el cilindro fue el formato de consumo principal desde finales de la década de 1880 hasta alrededor de 1910.

### Fonógrafo de disco

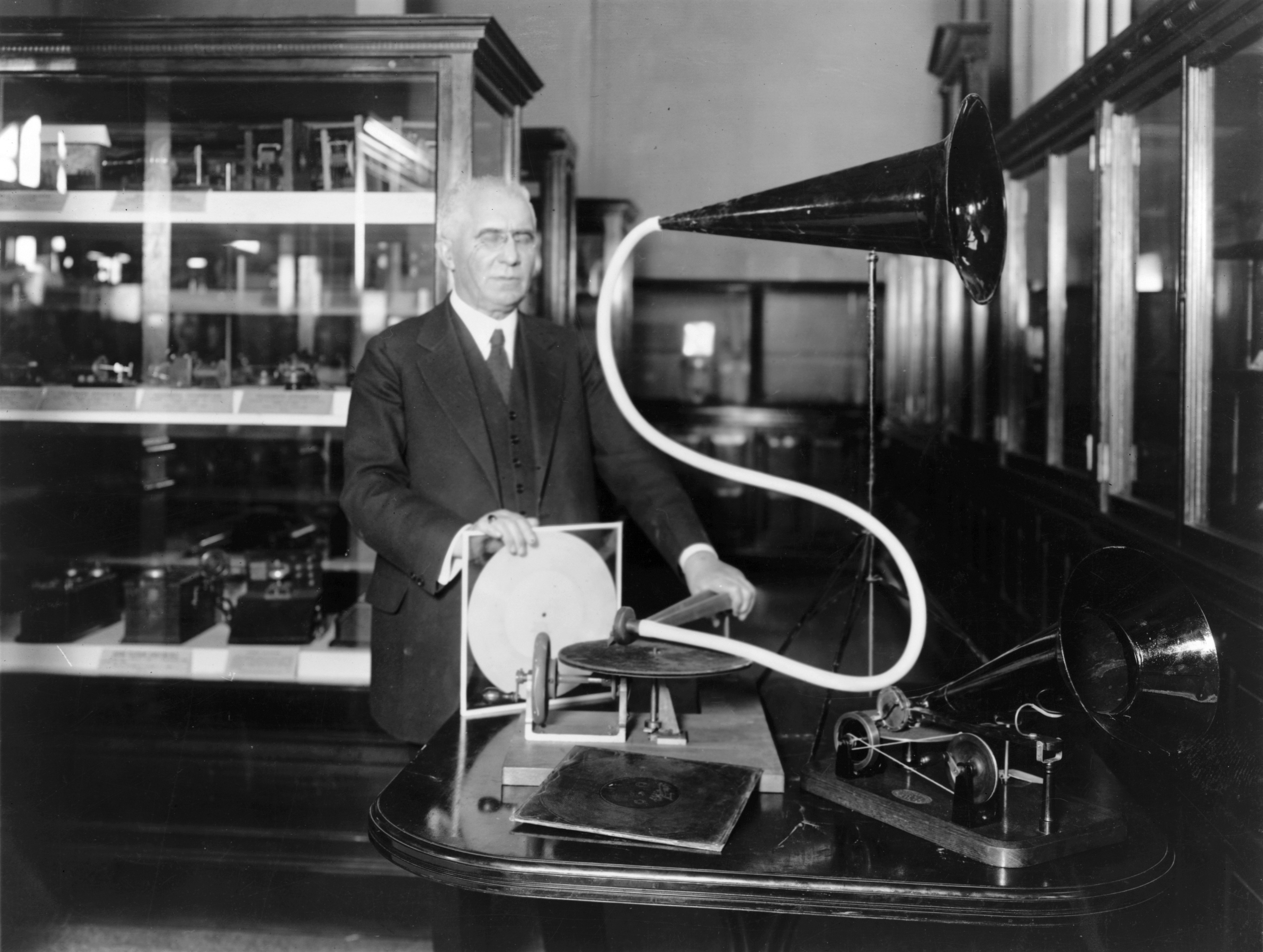
Emile Berliner con disco gramófono.

El siguiente gran desarrollo técnico fue la invención del disco de gramófono, generalmente acreditado a Emile Berliner y patentado en 1887, aunque otros habían demostrado aparatos de disco similares antes, más notablemente Alexander Graham Bell en 1881. Los discos eran más fáciles de fabricar, transportar y almacenar, y tenían el beneficio adicional de ser marginalmente más ruidosos que cilindros. Las ventas del disco de gramófono superaron el cilindro ca. 1910, y al final de la Primera Guerra Mundial, el disco se había convertido en el formato de grabación comercial dominante. Edison, quien fue el principal productor de cilindros, creó Edison Disc Record en un intento por recuperar su mercado. El disco de goma laca de doble cara (nominalmente 78 rpm) fue el formato de música de consumo estándar desde principios de la década de 1910 hasta finales de la de 1950. En varias permutaciones, el formato de disco de audio se convirtió en el medio principal para las grabaciones de sonido de consumo hasta finales del siglo XX.
Aunque no había una velocidad universalmente aceptada, y varias compañías ofrecían discos que se reproducían a diferentes velocidades, las principales compañías discográficas finalmente se establecieron en un estándar industrial de facto de nominalmente 78 revoluciones por minuto. La velocidad especificada fue 78,26 rpm en Estados Unidos y 77,92 rpm en el resto del mundo. La diferencia de velocidades se debió a la diferencia en las frecuencias de ciclo de la electricidad de CA que alimentaba los estroboscopios utilizados para calibrar los tornos de grabación y las plataformas giratorias.  La velocidad nominal del formato de disco dio lugar a su apodo común, el "setenta y ocho" (aunque no hasta que otras velocidades estuvieran disponibles). Los discos estaban hechos de goma laca o materiales similares al plástico quebradizo, jugados con agujas hechas de una variedad de materiales que incluyen acero dulce, espina e incluso zafiro. Los discos tenían una vida útil claramente limitada que variaba según cómo se fabricaban.
Anteriormente, los métodos de grabación puramente acústicos tenían una sensibilidad y un rango de frecuencia limitados. Las notas de la gama de frecuencias medias se pueden grabar, pero las frecuencias muy bajas y muy altas no. Instrumentos como el violín eran difíciles de transferir a un disco. Una técnica para lidiar con esto involucró el uso de un violín Stroh que usa un cuerno cónico conectado a un diafragma que a su vez está conectado al puente del violín. La bocina ya no fue necesaria una vez que se desarrolló la grabación eléctrica.
El disco LP con microsurco de 33 1⁄3 rpm de larga duración se desarrolló en Columbia Records y se presentó en 1948. El sencillo de vinilo con microsurco de 7 pulgadas (18 cm) y 45 rpm de duración corta fue introducido por RCA Victor en 1949. En Estados Unidos y la mayoría de los países desarrollados, los dos nuevos formatos de vinilo reemplazaron por completo a los discos de goma laca de 78 rpm a fines de la década de 1950, pero en algunos rincones del mundo, el 78 se prolongó hasta bien entrada la década de 1960. El vinilo era mucho más caro que la goma laca, uno de los varios factores que hicieron que su uso para discos de 78 rpm fuera muy inusual, pero con un disco de larga duración el costo adicional era aceptable. El formato compacto de 45 requirió muy poco material. El vinilo ofrecía un rendimiento mejorado, tanto en estampado como en reproducción. Los discos de vinilo se anunciaron, de manera demasiado optimista, como "irrompibles". No lo eran, pero eran mucho menos frágiles que la goma laca, que alguna vez se había promocionado como "irrompible" en comparación con los cilindros de cera.

## Grabación eléctrica

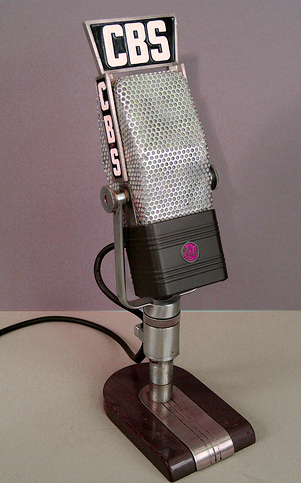
El RCA-44, un micrófono de cinta clásico introducido en 1932. Unidades similares se usaron ampliamente para grabación y transmisión en la década de 1940 y ocasionalmente todavía se usan en la actualidad.

La grabación de sonido comenzó como un proceso puramente mecánico. Excepto por unos pocos dispositivos de grabación toscos basados en teléfonos sin medios de amplificación, como el telégrafo, se mantuvo así hasta la década de 1920. Entre la invención del fonógrafo en 1877 y las primeras grabaciones digitales comerciales a principios de la década de 1970, posiblemente el hito más importante en la historia de la grabación de sonido fue la introducción de lo que entonces se llamaba grabación eléctrica, en la que un micrófono se utilizó para convertir el sonido en una señal eléctrica que se amplificó y se utilizó para activar el lápiz de grabación. Esta innovación eliminó las resonancias del "sonido de la bocina" características del proceso acústico, produjo grabaciones más claras y con más cuerpo al extender enormemente el rango útil de frecuencias de audio, y permitió capturar sonidos distantes y débiles que antes no se podían grabar. Durante este tiempo, varios desarrollos electrónicos relacionados con la radio convergieron para revolucionar el proceso de grabación. Estos incluían micrófonos mejorados y dispositivos auxiliares como filtros electrónicos, todos dependientes de la amplificación electrónica para ser de uso práctico en la grabación.
En 1906, Lee De Forest inventó el tubo de vacío de triodo Audion, una válvula electrónica que podía amplificar señales eléctricas débiles. En 1915, estaba en uso en circuitos telefónicos de larga distancia que hicieron prácticas las conversaciones entre Nueva York y San Francisco. Las versiones refinadas de este tubo fueron la base de todos los sistemas de sonido electrónicos hasta la introducción comercial de los primeros dispositivos de audio basados en transistores a mediados de la década de 1950.
Durante la Primera Guerra Mundial, ingenieros de Estados Unidos y Gran Bretaña trabajaron en formas de grabar y reproducir, entre otras cosas, el sonido de un submarino alemán con fines de entrenamiento. Los métodos de grabación acústica de la época no podían reproducir los sonidos con precisión. Los primeros resultados no fueron prometedores.
La primera grabación eléctrica emitida al público, con poca fanfarria, fue del 11 de noviembre de 1920, servicio fúnebre de The Unknown Warrior en la Abadía de Westminster, Londres. Los ingenieros de grabación utilizaron micrófonos del tipo que se usa en los teléfonos contemporáneos. Cuatro se instalaron discretamente en la abadía y se conectaron a un equipo de grabación en un vehículo en el exterior. Aunque se utilizó amplificación electrónica, el audio era débil y poco claro. Sin embargo, el procedimiento produjo una grabación que de otro modo no habría sido posible en esas circunstancias. Durante varios años, este disco poco conocido siguió siendo la única grabación eléctrica emitida.
Varias compañías discográficas e inventores independientes, en particular Orlando Marsh, experimentaron con equipos y técnicas para la grabación eléctrica a principios de la década de 1920. Los Autograph Records grabados eléctricamente de Marsh ya se estaban vendiendo al público en 1924, un año antes de las primeras ofertas de este tipo de las principales compañías discográficas, pero su calidad de sonido general era demasiado baja para demostrar una ventaja obvia sobre los métodos acústicos tradicionales. La técnica del micrófono de Marsh era idiosincrásica y su trabajo tuvo poco o ningún impacto en los sistemas que estaban desarrollando otros.
El gigante de la industria telefónica Western Electric tenía laboratorios de investigación con recursos materiales y humanos que ninguna compañía discográfica o inventor independiente podía igualar. Tenían el mejor micrófono, un tipo de condensador desarrollado allí en 1916 y mejorado enormemente en 1922, y los mejores amplificadores y equipos de prueba. Ya habían patentado una grabadora electromecánica en 1918 y, a principios de la década de 1920, decidieron aplicar intensamente su hardware y experiencia para desarrollar dos sistemas de vanguardia para grabar y reproducir sonido electrónicamente: uno que empleaba discos convencionales y otro que se grabó ópticamente en una película cinematográfica. Sus ingenieros fueron pioneros en el uso de análogos mecánicos de circuitos eléctricos y desarrollaron una grabadora superior de "línea de goma" para cortar la ranura en el patrón de cera en el sistema de grabación de disco.
En 1924, se había logrado un progreso tan espectacular que Western Electric organizó una demostración para las dos principales compañías discográficas, Victor Talking Machine Company y Columbia Phonograph Company. Ambos pronto obtuvieron la licencia del sistema y ambos hicieron sus primeras grabaciones eléctricas publicadas en febrero de 1925, pero ninguno de los dos las publicó hasta varios meses después. Para evitar que sus catálogos existentes se volvieran instantáneamente obsoletos, los dos archirrivales de mucho tiempo acordaron en privado no dar a conocer el nuevo proceso hasta noviembre de 1925, momento en el cual estaría disponible suficiente repertorio registrado eléctricamente para satisfacer la demanda anticipada. Durante los años siguientes, las compañías discográficas menores otorgaron licencias o desarrollaron otros sistemas de grabación eléctrica. En 1929 solo la etiqueta de la económica Harmony seguía emitiendo nuevas grabaciones realizadas por el antiguo proceso acústico.
La comparación de algunas grabaciones de prueba de Western Electric supervivientes con los primeros lanzamientos comerciales indica que las compañías discográficas redujeron artificialmente el rango de frecuencia de las grabaciones para no abrumar a los equipos de reproducción no electrónicos, que reproducían frecuencias muy bajas como un traqueteo desagradable y desgastaban rápidamente los discos con altas frecuencias fuertemente grabadas.